# P (symbole nazi)

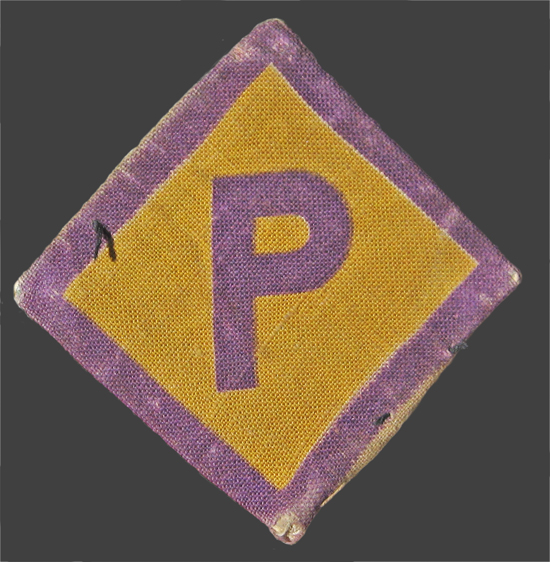
Badge Zivilarbeiter des travailleurs forcés polonais.

Le symbole « P » ou badge « P » est introduit le 8 mars 1940 par le Gouvernement général de Pologne afin d'identifier les travailleurs polonais (Zivilarbeiter) réquisitionnés pendant la Seconde Guerre mondiale comme travailleurs forcés en Allemagne (après l'invasion et l'occupation allemande de la Pologne en 1939). Le symbole P est destiné à être utilisé sous la forme d'un insigne en tissu, forme la plus courante, mais on le retrouve également reproduit sur des documents. Le but étant de marginaliser et humilier les travailleurs forcés polonais,, et comme le symbole juif similaire créé ultérieurement, peut être vu comme un insigne de honte.

## Conception et utilisation
Le dessin est introduit dans les décrets polonais (lois concernant les travailleurs polonais en Allemagne) du 8 mars 1940. Le symbole est un losange avec des côtés de cinq centimètres. La bordure (environ un demi-centimètre de large) et la lettre P (deux centimètres et demi de haut) sont de couleur violette, tandis que l'intérieur du symbole est jaune. L'insigne de la lettre « P » devait être porté sur la poitrine droite de chaque vêtement porté. Ceux n'obéissant pas aux règles risquent une amende pouvant aller jusqu'à 150 reichsmarks et l'arrestation avec une peine possible de six semaines de détention.
On aurait choisi sa couleur et sa forme pour éviter toute association avec les symboles nationaux de la Pologne. Il s'agit de la première marque publique officielle de type insigne destinée à l'identification des individus en fonction de leur origine raciale ou ethnique (ou d'autres caractéristiques sociales) introduite dans l'Allemagne nazie, l'étoile jaune juive » plus connue, introduit un an plus tard, en septembre 1941.
En janvier 1945, l'Office central de la sécurité du Reich propose un nouveau dessin pour un insigne polonais, un épi de maïs jaune sur une étiquette rouge et blanche, mais il n'est jamais mis en œuvre.

## Exemples d'utilisation

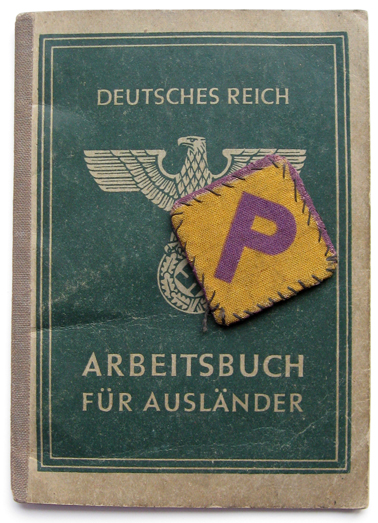
Document d'identité Arbeitsbuch Für Ausländer (Manuel pour les étrangers) délivré à un travailleur forcé polonais en 1942 avec un écusson « P » que les Polonais devaient porter attaché à leurs vêtements.
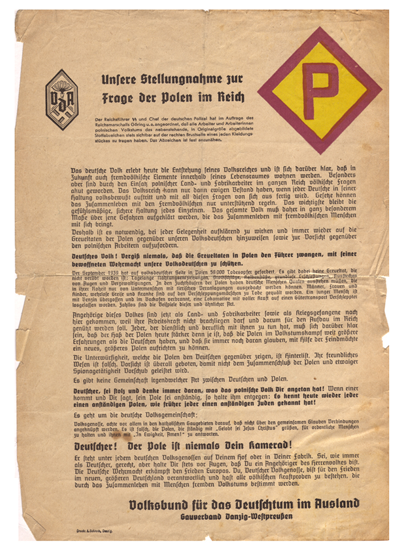
Affiche anti-polonaise publiée par Volksbund für das Deutschtum im Ausland (Association pour la « germanité » à l'étranger) Gauverband Danzig Westpreußen (Association du « comté », Gdansk, Prusse occidentale).